# 锡罗斯
锡罗斯（法語：Siros，法語發音：[siʁɔs]）是法国大西洋比利牛斯省的一个市镇，属于波城区。

## 地理
锡罗斯（43°20'38"N, 0°29'0"W）面积2.21 平方千米，位于法国新阿基坦大区大西洋比利牛斯省，该省份为法国东南部省份，涵盖了贝阿恩与北巴斯克，西临大西洋比斯開灣，北至朗德省，东北接热尔省，东临上比利牛斯省，南与西班牙接壤。
与锡罗斯接壤的市镇（或旧市镇、城区）包括：阿尔比斯、阿蒂格卢沃、欧斯维耶勒、当甘、波埃德莱斯卡尔。

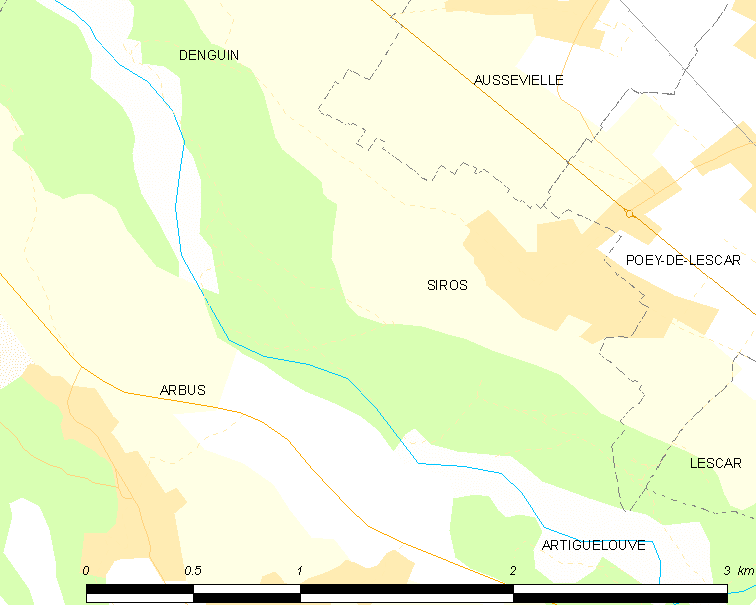
锡罗斯的OSM定位图

锡罗斯的时区为UTC+01:00、UTC+02:00（夏令时）。

## 行政
锡罗斯的邮政编码为64230，INSEE市镇编码为64525。

## 政治
锡罗斯所属的省级选区为莱斯卡尔-激流-蓬隆土地县。

## 人口

1962-2008年间锡罗斯人口变化图示

锡罗斯于2022年1月1日时的人口数量为840人。